# Пліщинська сільська рада
Пліщи́нська сільська́ ра́да — адміністративно-територіальна одиниця та орган місцевого самоврядування в Шепетівському районі Хмельницької області. Адміністративний центр — село Пліщин.

## Загальні відомості
Пліщинська сільська рада утворена в 1937 році.
- Територія ради: 5,514 км²
- Населення ради: 1 201 особа (станом на 2001 рік)

## Населені пункти
Сільській раді підпорядковані населені пункти:
- с. Пліщин

## Склад ради
Рада складається з 16 депутатів та голови.
- Голова ради: Квітніцька Тетяна Вікторівна
- Секретар ради: Железньова Наталія Олександрівна

### Керівний склад попередніх скликань
| Прізвище, ім'я, по батькові  | Основні відомості                                                 | Дата обрання | Дата звільнення |
| ---------------------------- | ----------------------------------------------------------------- | ------------ | --------------- |
| Квітніцька Тетяна Вікторівна | Сільський голова, 1963 року народження, освіта вища               | 26.03.2006   | 31.10.2010      |
| Квітніцька Тетяна Вікторівна | Сільський голова, 1963 року народження, освіта вища, позапартійна | 31.10.2010   |                 |

Примітка: таблиця складена за даними сайту Верховної Ради України

### Депутати
За результатами місцевих виборів 2010 року депутатами ради стали:

#### За суб'єктами висування
| Суб'єкт висування | Кількість обраних депутатів | %    |
| ----------------- | --------------------------- | ---- |
| Партія регіонів   | 7                           | 43,8 |
| Самовисування     | 6                           | 37,5 |
| Народна партія    | 3                           | 18,8 |

#### За округами
| № округу        | Прізвище, ім'я, по батькові      | Дата визнання обраним | Освіта             | Партійна приналежність | Відомості про обраного депутата                                                   |
| --------------- | -------------------------------- | --------------------- | ------------------ | ---------------------- | --------------------------------------------------------------------------------- |
| Народна Партія  |                                  |                       |                    |                        |                                                                                   |
| 4               | Савчук Михйло Вікторович         | 02.11.2010            | вища               | член Народної партії   | ДП «Шепетівський лісгосп», в.о. лісничого                                         |
| 8               | Фолітарчук Леонід Володимирович  | 02.11.2010            | середня спеціальна | член Народної партії   | ДП «Шепетівський лісгосп», лісник                                                 |
| 14              | Стецюк Людмила Олександрівна     | 02.11.2010            | вища               | член Народної партії   | Пліщинська загальноосвітня школа І-ІІІ ст., вчитель                               |
| Партія регіонів |                                  |                       |                    |                        |                                                                                   |
| 1               | Пісна Таїса Вікторівна           | 02.11.2010            | середня спеціальна | позапартійна           | Шепетівська ЦРЛ, медична сестра                                                   |
| 5               | Чумак Микола Анатолійович        | 02.11.2010            | середня спеціальна | позапартійний          | приватний підприємець                                                             |
| 7               | Мацюк Людмила Миколаївна         | 02.11.2010            | вища               | позапартійна           | Пліщинська загальноосвітня школа І-ІІІ ст., вчитель                               |
| 9               | Фурман Валентина Михайлівна      | 02.11.2010            | середня спеціальна | позапартійна           | тимчасово не працює                                                               |
| 11              | Муза Руслана Олександрівна       | 02.11.2010            | середня спеціальна | позапартійна           | Пліщинське відділення поштового зв'язку, завідувачка                              |
| 15              | Ткачук Анатолій Андрійович       | 02.11.2010            | середня спеціальна | позапартійний          | тимчасово не працює                                                               |
| 16              | Джус Людмила Володимирівна       | 02.11.2010            | середня спеціальна | позапартійна           | Пліщинський будинок культури, художній керівник                                   |
| Самовисування   |                                  |                       |                    |                        |                                                                                   |
| 2               | Миронюк Світлана Іванівна        | 02.11.2010            | середня спеціальна | позапартійна           | Шепетівський цукровий завод, різноробоча                                          |
| 3               | Нікітчук Оксана Борисівна        | 02.11.2010            | вища               | позапартійна           | Пліщинська сільська рада, спеціаліст з питань комун. власності землевпорядкування |
| 6               | Діденко Наталія Борисівна        | 02.11.2010            | вища               | позапартійна           | приватний підприємець                                                             |
| 10              | Ткачук Юрій Володимирович        | 02.11.2010            | середня спеціальна | позапартійний          | тимчасово не працює                                                               |
| 12              | Железньова Наталія Олександрівна | 02.11.2010            | вища               | позапартійна           | Пліщинська сільська рада, секретар                                                |
| 13              | Грицюк Олег Віталійович          | 02.11.2010            | вища               | позапартійний          | приватний підприємець                                                             |